# Michelle Hurst
Michelle Hurst (Brooklyn, 1º giugno 1953) è un'attrice statunitense.

## Biografia
Hurst è nota soprattutto per aver interpretato Miss Claudette Pelage in Orange Is the New Black, un ruolo che le valse il Satellite Award per il miglior cast in una serie televisiva nel 2013.

## Filmografia

### Cinema
- Nato il quattro luglio (Born on the Fourth of July), regia di Oliver Stone (1989)
- Airheads - Una band da lanciare (Airheads), regia di Michael Lehmann (1994)
- Smoke, regia di Wayne Wang (1995)
- Blue in the Face, regia di Paul Auster e Wayne Wang (1995)
- Ho sparato a Andy Warhol (I Shot Andy Warhol), regia di Mary Harron (1996)
- Nemiche amiche (Stepmom), regia di Chris Columbus (1998)
- L'ultimo guerriero (Just Visiting), regia di Jean-Marie Poiré (2001)
- In the Cut, regia di Jane Campion (2003)
- SherryBaby, regia di Laurie Collyer (2006)
- Soffocare (Choke), regia di Clark Gregg (2008)
- Love & Secrets (All Good Things), regia di Andrew Jarecki (2010)
- Ma come fa a far tutto? (I Don't Know How She Does It), regia di Douglas McGrath (2011)
- Frances Ha, regia di Noah Baumbach (2012)

### Televisione
- New York Undercover - serie TV, 1 episodio (1995)
- Law & Order - I due volti della giustizia (Law & Order) - serie TV, 4 episodi (1996-2001)
- Law & Order - Unità vittime speciali (Law & Order: Special Victims Unit) - serie TV, 4 episodi (2000-2015)
- Cosby - serie TV, 1 episodio (2000)
- Sex and the City - serie TV, episodio 3x11 (2000)
- Law & Order: Criminal Intent - serie TV, 1 episodio (2001)
- Rescue Me - serie TV, 1 episodio (2004)
- Squadra emergenza (Third Watch) - serie TV, 1 episodio (2004)
- The Good Wife - serie TV, 1 episodio (2009)
- Blue Bloods - serie TV, 1 episodio (2010)
- NYC 22 - serie TV, 1 episodio (2012)
- Orange Is the New Black - serie TV, 12 episodi (2013)
- Broad City - serie TV, 1 episodio (2014)